# (10204) Тьюринг
(10204) Тью́ринг (англ. Turing) — небольшой астероид средней части главного пояса, открытый 1 августа 1997 года итало-американским астрономом Паулем Комбой в Прескоттской обсерватории и названный в честь английского математика Алана Тьюринга (1912—1954).

Орбита астероида Тьюринг и его положение в Солнечной системе